# Belmonte (Portugal)
Belmonte is een gemeente in het Portugese district Castelo Branco.
De gemeente heeft een totale oppervlakte van 119 km² en telde in 2001 7592 inwoners verdeeld over 5 freguesias, met 3200 inwoners in het centrum.
De gemeente grenst in het noorden aan Guarda, in het oosten aan Sabugal, in het zuiden aan Fundão en in het westen aan Covilhã.

## Bestuurlijke indeling van Belmonte
De volgende freguesias behoren tot Belmonte:
- Belmonte
- Caria
- Colmeal da Torre
- Inguias
- Maçainhas

## Geschiedenis
Pedro Alvares Cabral, de ontdekker van de zeeroute naar Brazilië, is omstreeks 1467 geboren in Belmonte.
In Belmonte leeft een groep zogenaamde conversos, die door de eeuwen het joodse geloof wist te behouden. Tot 1917 wist niemand dat ze nog bestonden: van oorsprong joden, die in het openbaar leefden als rooms-katholieke christenen, maar tot in de twintigste eeuw in het geheim hun joodse leefwijze voortzetten. Uiterlijk gedroegen ze zich als goede katholieken, maar in het diepste geheim gaven ze hun tradities door.
In de 16e eeuw immers werden niet alleen de "Moren" verdreven uit het Iberisch Schiereiland: joden moesten zich bekeren tot het christendom of moesten het land verlaten.
Maar er was ook een derde mogelijkheid: zich afzonderen van de buitenwereld, de contacten verbreken met de rest van het land en (riskant) de eigen tradities blijven volgen. Ze werden denigrerend "marranos" genoemd, een woord dat alludeert naar het ritueel verbod om varkensvlees te eten. Ze slaagden erin om hun tradities gedurende eeuwen vol te houden. Pas vanaf de jaren 70 kwamen ze openlijk voor hun religie uit en zochten ze contact met de Israëlische joden.
In de gemeente Belmonte werd in 2005 hun joods museum ingehuldigd, het eerste van zijn soort in Portugal.

## Geboren
- Pedro Álvares Cabral (1467-1526), zeevaarder en ontdekkingsreiziger